# Уніївська волость
Уніївська волость — історична адміністративно-територіальна одиниця Острозького повіту Волинської губернії Російської імперії. Волосний центр — село Уніїв.

## Історія
На межі ХІХ_ХХ століть село Шушівці відійшло до складу Семенівської волості.
Уніївська волость існувала у XIX — до 1923 року XX століття. До кінця 1920 року волость входила до складу Острозького повіту.
18 березня 1921 року, після підписання мирної угоди («Ризький мир») між РРФСР і УСРР, з одного боку, та Польщею — з другого, за лінією розмежування, яка на той час стабілізувалася, був прокладений новий державний кордон, який поділив Волинську губернію на дві частини — до Польщі відійшли 6 повітів губернії, а також 5 волостей Острозького повіту, інші дев'ять волостей, у тому числі Уніївська, відійшли до Заславського повіту УСРР.. Частина Уніївської волості з селом Боложівка відійшла до Польщі.
7 березня 1923 року замість повітів і волостей був запроваджений поділ губерній на округи та райони. Волость увійшла до складу Ляховецького району, Шепетівської округи.
Зараз майже уся територія колишньої волості знаходиться в межах Білогірського районів Хмельницької області, село Боложівка входить до складу Шумського району Тернопільської області.

## Адміністративний устрій
Станом на 1885 рік волость складалася з 14 поселень та 12 сільських громад. Населення — 6319 осіб (3151 чоловічої статі та 3168 — жіночої), 655 дворових господарств.
Основні поселення волості:
- Уніїв — колишнє власницьке село за 45 верст від повітового міста, 604 особи, 66 дворів; волосне правління; православна церква, школа, постоялий будинок, винокурний завод.
- Боложівка — колишнє власницьке село при річці Стернянка, 606 осіб, 60 дворів, православна церква, каплиця, кузня, 2 водяних млини.
- Великі Калетинці — колишнє власницьке село при річці Окона, 309 осіб, 39 дворів, православна церква, постоялий будинок.
- Варивідки (Шорохи) — колишнє власницьке село при річці Горинь, 415 осіб, 42 двори, православна церква, постоялий будинок, 2 кузні, водяний млин.
- Кащинці — колишнє власницьке село, 590 осіб, 81 двір, православна церква, постоялий будинок, водяний млин.
- Малі Калетинці — колишнє власницьке село, 266 осіб, 27 дворів, православна церква.
- Сивки — колишнє власницьке село, 517 осіб, 70 дворів, православна церква, постоялий будинок.
- Степанівка — колишнє власницьке село, 401 особа, 39 дворів, православна церква, постоялий будинок, водяний млин.
- Хорошів — колишнє державне село, 471 особа, 71 двір, православна церква, постоялий будинок.
- Шуньки — колишнє власницьке село, 554 особи, 63 двори, православна церква, 3 кузні.
- Шушівці — колишнє державне село при річці Горинь, 649 осіб, 50 дворів, православна церква, постоялий будинок, кузня.
- Юрівка — колишнє власницьке село при струмкові Загадка, 391 особа, 45 дворів, православна церква, постоялий будинок, водяний млин